# صموئيل هايز (سياسي)
صموئيل هايز (بالإنجليزية: Samuel Hays) هو محامي وقاضي وسياسي أمريكي، ولد في 10 سبتمبر 1783 في مقاطعة دونيجال في جمهورية أيرلندا، وتوفي في 1 يوليو 1868 في فرانكلين في الولايات المتحدة. حزبياً، نشط في الحزب الديمقراطي. وقد انتخب عضو مجلس ولاية بنسيلفانيا وانتخب عضو مجلس نواب بنسيلفانيا وانتخب عضو مجلس النواب الأمريكي.